# Chelles (Oise)
Chelles è un comune francese di 474 abitanti situato nel dipartimento dell'Oise della regione dell'Alta Francia.

## Società

### Evoluzione demografica
Abitanti censiti